# Gerhard Bolaender
Gerhard Bolaender (* 6. Dezember 1957 in Bochum) ist ein deutscher Schriftsteller.

## Leben
Gerhard Bolaender wuchs in Bochum auf. Er studierte Germanistik und Politikwissenschaft und  promovierte mit einer Arbeit über Peter Handke und Botho Strauß zum Doktor der Philosophie. Seit 1982 lebt er als freier Schriftsteller in Frankfurt am Main und Hagen.
Er veröffentlicht seit 1979 Gedichte und Prosa. Er ist Mitglied des Verbandes Deutscher Schriftsteller. 1982 erhielt er ein Arbeitsstipendium des Deutschen Literaturfonds sowie 1986 und 1994 je ein Arbeitsstipendium des Landes Nordrhein-Westfalen.

## Werke
- Aus den Augen, Heidelberg 1986
- Jazzstimmen, Salzburg [u. a.] 1991
- Körperbrennen, Salzburg [u. a.] 1995